# Bostadssociala utredningen

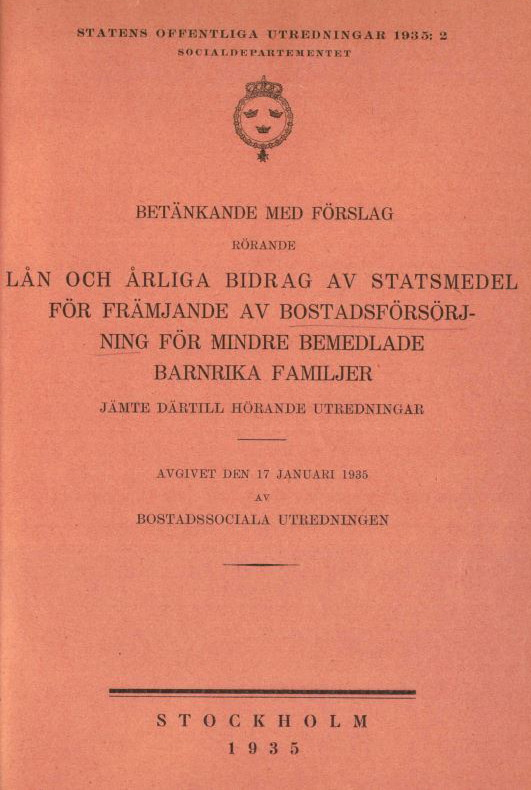
SOU 1935:2. Bostadssociala utredningen. Betänkande med förslag.

Bostadssociala utredningen var en svensk statlig kommitté 1933–1947, vars syfte var att kartlägga landets bostadsförhållanden och utarbeta riktlinjer för bostadspolitiken.

## Allmänt
Utredningen tillsattes av socialminister Gustav Möller, och till ordförande utsågs Bertil Nyström och sekreterare Alf Johansson. Bland medarbetarna märktes Uno Åhrén, Gunnar Myrdal, Sven Wallander, Olle Engkvist, Sigurd Westholm, Jöran Curman, Per Holm, och senare C-F Ahlberg och Göran Sidenbladh.
Utredningens slutbetänkande blev grund för den bostadspolitik som kom efter andra världskriget och som i stora drag gällde fram till 1991 då Bostadsdepartementet lades ner. Den låg bland annat bakom tillkomsten av allmännyttan, barnrikehusen, Bostadsstyrelsen, de statliga lånebidragen och flera innovationer på bostadsområdet.

## Betänkanden
- Bostadssociala utredningen (1935). Betänkande med förslag rörande lån och årliga bidrag av statsmedel för främjande av bostadsförsörjning för mindre bemedlade barnrika familjer. Statens offentliga utredningar, 0375-250X ; 1945:63. Stockholm. Libris 1368366. https://lagen.nu/sou/1935:2?attachment=index.pdf&repo=soukb&dir=downloaded
- Bostadssociala utredningen (1946). Slutbetänkande. D. 1, Allmänna riktlinjer för den framtida bostadspolitiken. Förslag till låne- och bidragsformer. Statens offentliga utredningar, 0375-250X ; 1945:63. Stockholm. Libris 1941283. https://lagen.nu/sou/1945:63?attachment=index.pdf&repo=soukb&dir=downloaded
- Bostadssociala utredningen (1947). Slutbetänkande. D. 2, Saneringen av stadssamhällenas bebyggelse ; Organisationen av låne- och bidragsverksamheten för bostadsändamål. Statens offentliga utredningar, 0375-250X ; 1947:26. Stockholm. Libris 1941284. https://lagen.nu/sou/1947:26?attachment=index.pdf&repo=soukb&dir=downloaded
- Utredningen i Libris